# 文心雕龍接受史
《文心雕龍》是中國第一部成體系的文學批評作品，對後世有相當大的影響。此書最初不為時人所稱，後來作者劉勰将其獻給沈約，该書地位有所提升。隋唐時期，影響日益擴大，获得了一定程度上的肯定，並影響了《史通》和《文鏡秘府論》。在宋元時期，《文心雕龍》的傳播更廣，但評價較低。到明清時期，地位回升，在《四庫全書》中被列为詩文評类著作之首。至當代，學者更为看重此書，魯迅視之為可以和《詩學》相比的作品。
学者將《文心雕龍》的接受形式大致分為直接接受和間接接受。直接接受包括，接受主體著作、文論等作品中直接的引用、品評《文心雕龍》的原文、或者明確評論《文心雕龍》或劉勰。而間接接受則是指，接受者雖然沒有明確說明自己受劉勰或《文心雕龍》影響，但其文學批評方式和《文心雕龍》有相似之處:III。
此外，學者對《文心雕龍》在古代的影響力有不同的见解。楊明照翻查了引用《文心雕龍》的部份古書後指出，引証《文心》的範圍很大，「向為學林所重」:623:34-35；張少康主編的《文心雕龍研究史》認為，《文心雕龍》對「古代文學和文論產生了廣泛的影響」:1-2。也有學者認為《文心雕龍》在古代的影響力實際上不大。張文勛認為，《文心雕龍》在唐宋依然受到冷落，至元明清才受到重視:1-3；龔鵬程批評部分學者放大了《文心雕龍》的影響，他認為，實際上古人對其根本不太重視，影響不大:34-35；丁友芳批評汪春泓所編的《文心雕龍的傳播和影響》，该书刻意抬高了《文心雕龍》的影響，將刘勰提高到了拯救时弊的高度，对事實的解釋有悖真相。

## 成書後
《文心雕龍》完成之後，其影響並不大；據《梁書》記載，當時作品「不為時人所稱」。後來，劉勰將自己的作品獻給沈約，並得到了沈約的賞識。沈約作為當時的文壇領袖，再加上《梁書》也有對於其贊揚的記載，可見此作品對於當時有一定的影響力。宋代的葉廷珪《海錄碎事》中指，「劉勰撰《文心》，論古今文體，未為時所重，沈約大賞之，於是競相傳焉」。楊明照指，雖然他的憶測沒有依據，但是很有可能是事實。張文勛認為，雖然沒有依據，但「競相傳焉」的確是合乎情理之事。:41-43
學者對於沈約如何接受《文心雕龍》看法有所不同。有研究者認為，《聲律》一篇中迎合了沈約所提出來的「聲律」說，因此得到沈約的看重。如紀昀在《四庫全書總目提要》中指，「詩文評之作，著於齊梁。觀同一八病四聲也......劉勰以知遇獨深，繼為推闡」，認為劉勰因為了解沈約所提出來的「聲律」說，繼而得到沈約推舉。黃侃《文心雕龍札記·聲律》也認為，「觀《南史》舍人傳，言約既取讀，大重之，謂深得文理，知隱候所賞，獨在這一篇矣」。周振甫認為，沈約寧可為《棋品》作序，也沒有為《文心雕龍》作序，可見他對於《文心雕龍》估價不夠，只是於重視《聲律》篇:9。也有學者認為沈約是欣賞整本《文心雕龍》，如楊明照認為，劉勰負書給沈約之前就已經有《聲律》一篇，並非認為感恩知遇才是刻意迎合他的「聲律說」，而且在齊代永明年間就已經對於聲律說的爭論，《文心》作「彌論群言」之作，「特辟一篇論之，乃勢理之所必然」。詹鍈認為，劉勰並不是完全同意沈約的「四聲八病」說，因此投其所好的說法並不成理，單純以《聲律》篇就得到沈約的贊賞是不合現實的:1209。:51-52
在當時，《文心雕龍》對於昭明太子蕭統也有所影響。據梁書所記，「昭明太子好文學，深愛接之」，被沈約認為是「深得文理」的《文心雕龍》很有可能是蕭統招他作為東宮通事舍人的原因。:68-69在他所作的《昭明文選》中可見《文心》對於《文選》的影響。駱鴻凱認為「《雕龍》論文之言，又若為《文選》印証，笙磬同音。是豈不謀而合，抑嘗共討論，故宗旨如一耶」，認為《文心》和《文選》可能經過共同討論的過程，引致主旨一致。楊明照又認為，「……選樓所選者，往往與《文心》之『選文定篇』合：是《文選》一書，或亦受有舍人之影響也。」，認為《文心》所討論的文章和《文選》所選的文章有相同，可能有所影響。:74-77相反的是，龔鵬程認為兩者所選的文章並不相同，而且兩本書籍的大結構並不相同，兩本書不能互作印証。:393-402
在顏之推所作的《家訓》中也可見和《文心雕龍》的關係。王更生指，在《家訓》的七卷二十篇中，論述了詔、命、策、檄等二十種文體的起源，雖然所表述的分類和歸屬起源有所不同，但是行文上有「一脈相承的關係」。他又指，兩者所批評的文人雖然有所出入，但是兩都的編序、事例、評語相當接近，有些甚至完全相同，可見其影響。:10-12

## 隋唐時代
對於在隋唐時代的影響，學者之間有不同的看法。在清代，劉開認為《文心》在唐代並不受重視，「自韓退之堀起於唐，學者宗法其言，而是書幾為所掩」，指韓愈的古文運動興起之後，掩蓋了《文心》的名氣，因此不受重視。:91-92當代學者中，汪春泓認為在對於當時的文學革新有深遠的影響:6；張文勛認為雖然對於《文心》直接評述的句子不多，但是直接使用當中的理論者不少:44；龔鵬程認為從當時評論者不多，和《隋書》、《舊唐書》對於置於總集類而言，認為在唐代的影響不大。:23-25
在隋唐時期，《文心雕龍》的傳播較前代而言為廣。《隋書》、《舊唐書》都有列出書目，從敦煌所發現的唐寫本也可証明已經廣為流傳。當時對於《文心雕龍》直接評述的並不多，而大多是直接引用文字，又或者是使用他當中的理論，沒有對於《文心》進行深入的研究。王更生認為，這是因為《文心》只是當時「異議峰起」的文學批評的其中一部份，加上沒有出色的生平事蹟，以及是沒有突出家庭背景，因此沒有專門研究。:43-45
當時的史書記錄方面，姚思廉《粱書》，李延壽《南史》都有《劉勰傳》，並節錄《序志》原文。《梁書》字數較長，共1115字，但扣掉引錄《序志》部份後則只有339字，《南史》敘事方面有所減少，只有776字。:12-14另外，在當時的注疏以及是著作都有征引或者是襲用《文心雕龍》，如陸德明《經典釋文》、顏師古《漢書注》、李善《文選注》等都有征引，劉知幾的《史通》和空海的《文鏡秘府論》都有發揚當中的一些理論。:49-50
《文心雕龍》對初唐四杰也有所影響。盧照鄰在《南陽公集序》中主張調和南北間的文學，而劉勰《文心雕龍》即主張以「宗經」作為挽救文學的方法，兩者思想接近，「北方重濁，獨盧黃門往往高飛：南國輕清，惟庾中丞時時不墜……近日劉勰《文心雕龍》，鍾嶸《詩評》，異議風起，高談不息。人慚西氏，空論拾翠之容，質謝南金，徒辯荊蓬之妙中」。駱賓王在《初秋登王司馬樓宴賦的得同字》中說：「物色相召，江山助人，請振翰林，用濡筆海雲爾。」；王勃在《越州秋日宴山亭序》中說「東山可望，林泉山謝公之文；南國多才，江山助屈平之氣。」兩者歸根都是化用了《物色》篇中：「然則屈平所以能洞監《風》《騷》之情者，抑亦江山之助乎？」的說法。:7-8
當時的史學家也對於《文心雕龍》有所重視，或有所影響。顏師古在他的《匡謬正俗》中認為「劉軌思《文心雕龍》雖略曉其意，而言之未盡。」（楊明照指顏師古將劉勰當為劉軌思是筆誤。）:6。魏征的《隋書·文學傳序》模仿了劉勰在《時序》篇的寫作手法，評述了漢魏以至是隋朝的文學。:43-45唐太宗在《晉書·藝術傳序》中，化用了《辨騷》篇中「真雖存焉，偽亦憑焉」的句子:154，在《薦舉賢能詔》中指「彥和、廣基之侶，絕響於今辰」，將之視為文學的楷模。:39

#### 《史通》的接受
當中，史學家中最受影響的是劉知幾，劉知幾是首位大量引用《文心雕龍》的學者，在其《史通》中多次標明姓名和書名引用之，早在明代，文人已經注意到兩者的關係。明朝胡应麟指：“《史通》之为书，其文刘勰也，而藻绘弗如。”；清朝的孙梅亦指：“《史通》一书，心摹手追者，《文心雕龙》也。观其纵横辨博，固足并雄；而丽藻遒文，犹或未逮。」；當代學者蔣袓怡指：「在唐代，受《文心雕龍》影響最深的莫過於劉知幾的《史通》了」，都認為《史通》受《文心雕龍》影響很深。:444-445劉知幾在《史通·自敘》中評價了《文心雕龍》，認為「詞人屬文，其體非一，譬甘辛殊味，丹素異彩；後來祖述，識昧圓通，家有掎摭，故劉勰《文心》生焉」，認為劉勰《文心》可以「圓通」各家的主張，超越齊梁當時的古今文體之爭，可以認識到「其體非一」，重視文章在藝術上的多樣性。:42-43
在動機方面，兩者都是對於過去的評論作品有所不滿意因此而著作。劉勰在《序志》中批評了曹丕、曹植等人的文學作品，認他們都有所不足之處。而劉知幾在《史通》中也批評了過去的作品和史學觀念。如在《史通·申左》指：「然則儒者之學，苟以專精為主，至於治章句，通訓釋，斯則可矣，批評過去儒家的作品都有所不足；在《疑古》篇中指過去的史學作品拘於禮法，而沒能做到真實記錄，對於過去史書體例和史家觀念大有批評，動機相近。:102
在結構而言，劉勰篇章的體例和劉知幾的大致相約，學界主流將《文心雕龍》分為五部份：文原論、文體論、創作論、批評論和「序志」一篇，而《史通》也可以見得有相近結構方式。汪春泓指《原道》《征聖》等文原論篇章論述了文學的起源，然後《史通》也有《六家》、《二體》等篇章；《史通》中《本記》、《世家》等篇章描述了史書的創作體例，和劉勰論述文體有所對應；《史通》中《題目》以下的內篇其他篇章論述了具體史書的創作方法，和《文心》的創作論和批評論。兩者最後都和一般子書創作方式不同，都有自序的部份:453-454。:103
劉勰論述史學主要在於《史傳》一章，因此學者主要關心《史傳》和《史通》之間思想的關係。有學者認為，劉知幾的思想主要來自於《史傳》一章，如蔣祖怡認為：「《史通》中論「史」的觀點，主要來自於《文心雕龍·史傳篇》」，王更生認為「《文心雕龍·史傳》，雖然从字数多寡上看，虽仅及《史通》六十分之一，但由内容方面探讨，《史传》篇由史例、史评的阐发，旁推交通，论到著述的目的，和史家著述的观点，无一不和刘知幾《史通》息息相关。」。也有學者認為，《文心雕龍》中影響《史通》最大的並非《史傳》一篇，如戚良德認為「《文心雕龙》对《史通》最大最明显的影响，并非《史传》篇，而是刘勰对文的基本观念。」:41-43
先就《史傳》篇對於《史通》的影響而言，《史傳》中提出「依經附聖」的觀念，認為史書應該以經典作為準則，規勸、警戒也應該以聖人教導作為根本（「是以立義選言，宜依經以樹則；勸誡與奪，必附聖以居宗」），:104。而《史通》中也可見他認為以經典作為準則是重要的，推祟《左傳》，而貶抑《公羊》、《谷梁》等書籍，如他在《六家》篇中認為「观《左传》之释经也，言见经文而事详传内，或传无而经有，或经阙而传存。其言简而要，其事详而博，信圣人之羽翮，而述者之冠冕也。」，推祟了《左傳》：而劉勰在《史傳》篇中說「丘明同時，實得徵言，乃原始要終，創為傳體。傳者轉也，轉受經旨以授於後，實聖文之羽翮，記籍之冠冕也。」，兩者同樣推祟《左傳》，而言辭也相同，影響可見一斑。:17-18
再就「文」的概念而言，戚良德認為，劉勰《文心》對於劉知幾《史通》的影響主要兩者，一是劉勰「文之為德也大矣」的理念，二是劉勰晉宋以來「文體解散」的批判。劉勰在《原道》篇中主張「文之為德也大矣」（文章的德業真是大啊！），主張了文章的功用，而《史傳》作為之一，在劉勰的眼中也有其功用。而《史通·載文》中則認為「是知文之為用，遠則大焉......是則文之將史，其流一焉，固可以方駕南、董，俱稱良直者矣。」，先是和劉勰一樣認可了文章的作用，接着化用了《史傳》中「辭宗丘明，直歸南、董」的說法，並轉換了劉勰的主張「史」要如實記錄的原意，主張文和史都應該要如實記錄。再者，在《載文》篇中劉知幾以劉勰批評的用詞批評了一些文學作品，如司馬相如的《子虚賦》、《上林賦》，扬雄的《甘泉賦》《羽猎賦》等作品，並說明「至於史所書，固當以正為主」，認為史書應該以「良正」作為中心，而劉勰則是在《序志》批評當時的「辭人愛奇」，引致「文體解散」，批評當時過份雕琢的風氣，雖然在《史通》中可見化用了《文心》的痕跡，但是劉勰所批評的是當時文風的變化，但《史通》則是以指出「文史之異轍」的問題，以說明過度修飾會因致「文非文、史非史」的狀態。:44-45

#### 《文鏡秘府論》的接受
《文鏡秘府論》是日本僧人空海的著作，內容收集了過去不少中唐以前的文論作品。整書一共分為天、地、東、西、南、北六卷，天卷討論了声韵的问题，地卷討论了诗文的作法，东卷论对偶，西卷论诗文声病，南卷综论诗文写作的技巧，北卷討論了對偶的問題。當中較多的是唐人的詩論作品，但是對於《文心雕龍》則極少引錄原文。有學者認為，《文心雕龍》對於《文鏡秘府論》有所影響，如黃景鋐則認為「就全書的內容來說，大體是繼承《文心雕龍》站論之餘緒」，王更生、張文勛也認為《文心雕龍》影響了《文鏡秘府論》。陳耀南的看法有所不同，他認為「其實二賢（劉勰和空海）早歲志向頗殊，二書的著書動機不同，而宗旨體例遺有歧異，不可不察也。」。:51
在各卷中也可見《文心雕龍》中對於《文鏡秘府論》的影響。在《天卷》中開首的序中，空海強調了文章的重要性後，肯定了文源自然的思想，整《序》的遣詞，用語、文思等和和《文心雕龍·原道》篇的內容相當相似，幾乎是《原道》的翻版，但是空海將之在佛教的角度作解釋。在文體論方面，《西卷》的佚名所作的《文筆式》引述了劉勰對於「文」和「筆」的見解，在《地卷》的《六義》篇引用了《文心雕龍·頌贊》篇的見解。在創作論方面，《南卷》中王昌齡所作的《論文意》中討論了積學和靈感間的關係，當中綜合了《神思》和《養氣》篇的思想，接着他又強調物色和情感的關係，認為「凡詩，物色兼意下為好，若有物色，無意興，雖巧亦無用處……」，發揮了《文心》中《物色》篇的思想。《天卷》中的《四聲論》大量引用了《文心》中《聲律》篇的說法。《地卷》中王昌齡所作的《十七勢》中，發揚了《文心雕龍·定勢》的論述，討論了文學中的「勢」，並將詩歌分為「十七勢」。:167-174

## 宋代
對於在宋代的影響，學者之間有不同的看法。在明代，曹學佺認為「文之一字，最為宋人所忌，加以雕龍之說，則目不閱此書矣」，於宋代因為文人都忌諱「文」，認為宋代人並不重視《文心》 。:73-76當代學者中，汪春泓認為《文心》除了影響了當時的古文家外，還影響了當時的詩話，影響較前代為大:34-35。張文勛認為在宋代雖有影響，但是沒有對其專門的研究，尚未態認識當中的理論價值:53；龔鵬程指宋代的影響情況也不樂觀，評論者不多，而且評價都不高。:27
在宋代，《文心雕龍》的傳播進一步增加，當時王應麟的《玉海》、《太平御覽》兩部類書中共征引了各40條，《類要》一共征引了約10條，此外當時歐陽修的《新唐書·藝文志》、陈振孙的《直斋书录解题》、马端临的《文献通考·经籍考》都有收錄和討論《文心》。等9種圖書目錄都有《文心雕龍》:78，而且當時還出現了第一本注解《文心雕龍》的注作——辛處信的《文心雕龍注》，但至今己經不存。《玉海》中也夾雜着一些《文心雕龍》的評點，王更生認為這可能是王應麟征引了辛處信的注解。:179-200
雖然《文心雕龍》在宋代的影響較以前為多，但是宋代文人對於《文心雕龍》的評價並不是特別高。晁公武的《郡齋讀書志》認為「今勰著书垂世，自谓：尝梦执丹漆器，随仲尼南行。其自负亦不浅矣。觀其《论说》篇：『论语以前，经无“论”字；六韬三论，后人追题乎！』，是殊不知《书》有论道经邦之言也，其疏畧，殊过于王杜矣！”，指出其《論說》篇的錯誤，並委婉批評了他的過份自負。黃庭堅對於《文心雕龍》也有所評價，但是評價不高。他在《与王观复书三首》中，他征引了《文心雕龙·神思》：「南阳刘勰尝论文章之难云：『意翻空而易奇，文征实而难工』”，在《与王立之四贴》中，黄庭坚又指，“刘勰《文心雕龙》，刘子玄《史通》，此两书曾读否？所论虽不高，然讥弹古人文病不可不知也。”，認為《文心》中的論述並不是非常好，但是也認為要閱讀《文心雕龍》。
具體在文學批評上，兩宋文學家討論大多集中在《辨騷》的討論之上。晁补之在《离骚新序下》認為：“刘勰文字卑陋不足言，而亦以原迂怪为病……是勰以《招魂》为原作，误矣！」，對於劉勰的評價較為低，甚至認為「文字卑陋不足言」。张嵲《证辨骚》中指：“刘勰作《辨骚》以谓班固谓屈原为『露才扬已，忿怼沈江；羿浇二姚，与左氏不合；昆仑县圃，非经义所载；……而勰考不精，遂谓班孟坚谓屈平离骚不合于左氏，则其失也，不待辨而可了矣。”，不贊同劉勰對於楚騷的觀點，並指出當中的錯誤。楼钥在《高端叔墓志铭》中指：“尝谓《离骚》之学几亡矣，……班固、扬雄、王逸、刘勰、颜之推，扬之者或过其实，抑之者多损其真。”，批評劉勰等文論家批評楚騷有所不當。林希逸指屈原“二十五篇逸放之辞，当与李太白论，不当与班固刘勰论。……劉勰缀缉词章而不达比兴，其文可考也。”认为《文心雕龙》只是摄取屈原的詞章，而不能领会背後真正的意義。:8

### 詩話中的接受
詩話是評論詩人詩作，發表詩歌理論的一種著作，正式出現於宋代，而當中也可以見《文心雕龍》的影響。處名陳應行編的《吟窗雜錄》中化用或征引了《隱秀》、《麗辭》、《事類》、《練字》中的句子，汪春泓認為這代表《文心雕龍》創作論體系開始得到時人的整體接受，而非單純的引用和斷章取義。:214陳騤《文則》中表述的箴、贊、銘等，敘述源流方面和引述的代表作品都和《文心雕龍》接近。:216
就《隱秀》篇的理論而言，在《歲寒堂詩話》中，張戒引用了劉勰《隱秀》篇中「情在詞外曰隱，將溢目前曰秀」中句子，並指出沈約，梅聖俞都有相同的理論，「三人之論，其實一也」，指出梅聖俞的理論是來自於劉勰的《隱秀》篇。歐陽修的《六一詩話》中要求詩歌創作能「狀難寫之景，如在目前；含不盡之意，見於言外」，宋代葛立方轉引梅聖俞指：「作詩須將難寫之景於目前，含不盡之意於言外」，兩者的理論同樣是歸於劉勰所指的「隱」和「秀」。:213-215

## 元代
因為元朝統治的時間較為短，因此《文心雕龍》在元代的影響並不大:9:81。征引方面，潘昂霄的《金石例》引用了《文心雕龙》七處。:9版本方面，錢惟善在元至正的年間在版刻了《文心雕龍》，是為元至正本，書前有序。張文勛認為，錢惟善的《序》中以道统说以理解《文心雕龙》，认为他幾乎可以和韓俞相提並論，忽略了劉勰的佛教思想。:226石海光認為，錢惟善對於《文心雕龍》的認同較有有限和膚淺，只是基於儒家「依經立義」的方式將之和六經作比附，而沒有認識到《文心雕龍》的要旨。:106

## 明代
在明代，《文心雕龍》的傳播和影響都比之前為廣，《文心雕龍》真正受到重視是在元明才開始的:109。《文心雕龍》在明代弘治、嘉靖、万历年間出版過五次，至萬曆年後，天啟二年的梅庆生《音注》本、王惟俭《训诂》本，以及杨慎批点本影響也相對較大，可见明代《文心雕龙》的傳播已有规模。:47-50
《文心雕龍》也被當時的文人所收藏。明代的藏書主要可以分為官方、私人、藩王、書院、寺廟藏書等，而在當時主要是官方、私人以及是藩王藏書為主。官方藏書方面，《文淵閣目》將之收為日字號的文集，《行人司書目》將之收為古文類，而明代藩王朱睦㮮則之收入《萬卷堂書目》中的雜文類。私人藏書方面，陳第的《世善堂書目》、晁瑮的《寶文堂書目》、高儒等的《寶文堂書目》等等都有收錄《文心雕龍》，私人收藏者甚多。:42-50
傳播方面，《文心雕龍》在當時已有私下或者是商業性的傳播。私下方面，當時的文人會互相借閱，抄錄《文心雕龍》，如徐惟起指，「偶得升庵校本，初謂極精，辛丑之冬，携入樵片，友人謝伯元借去校，多有懸解，越七年，始復還」，他得到了楊慎的校本後，被謝耳伯借去。商業傳播方面，明代的刊刻業在正統年間成形後，刊刻《文心雕龍》的數目也開始增加，其中以弘治至天啟的時期特別集中。套印的技術也被引用至刊刻《文心雕龍》之中，如凌雲五色套印本中，並得到讀者歡迎:42-50。
引用方面，明代引用《文心雕龍》的書籍較前代有所增加。唐之淳在《文斷》中大量引用了原文，《總論作文法》中抄錄了《定勢》、《事類》、《風骨》、《體性》、《情采》；徐元太的《喻林》用了188條，當中少的有兩三句，多則七八句，對於《文心雕龍》語錄式的抄錄:79-81。朱荃宰的《文通》、董斯張的《廣博物志》也所引用。在周維德所編的《全明詩話》之中，「文心雕龍」、「文心」、「雕龍」的名稱出現了38次，加上其他方式的引用則有94次。:246-269

### 評論
評論方面，明代人對於《文心雕龍》則是以正面評價為主。戴君恩在《剩言》中指:“陆士衡《文赋》、刘勰《文心雕龙》才士须是句句研究，字字推勘，下笔乃不致草草。”，贊揚了《文心雕龍》精細之處。王维桢在《槐野先生存笥稿》表達了他對《文心雕龍》的喜愛，“《文心雕龙》二册抄毕，专复是书评校极精探，作者之窟游秇君子不睹斯道，徒以资之所近爲词，终蹈襄野之迷，兹读览再四，爱之又爱之也。”

#### 序跋中的評論
因為當時《文心雕龍》的地位尚未明確，為了商業利益考慮，當時的刻印者為了宣傳起見都為《文心》作了序跋:55-57:109。據楊明照《文心雕龍校注拾遺》所統計，序有13篇，跋則有7篇，:109
在馮允中的序文中指《文心》「蓋作者之指南，藝林之關鍵，大可以施廟堂資制作，小亦可以舒情寫物，信乎其為書之奇也」，指其可以無論是在國家或者是個人層面上都有用處。:71在方元珍的序中，強調了劉勰的儒家思想，指其「陳明王之禮樂，述大聖之道德」，又指他可以吸取百家的說法，指贊揚他「博學」「深識」，同時又指「論者以六朝齊梁而下，佛學昌熾，為文多工纖巧駢麗，氣亦衰靡，概以律勰，豈通論哉！」，說明了佛教和六朝文學背景對於劉勰的影響。:71徐𤊹的序中模彷了《序志》的做法，將之和《典論·論文》，《文賦》等作品比較，指其同時有兩者之長；同時也批評他「惜也道祟金聲玉振，而謂雕琢性情；志雅樹德立言，而詫知術拔萃；《宗經》而無得以六經，《養氣》而固迷其正氣」，批評他一面講述「原道」、「宗經」等思想，又同時提倡雕琢情性，兩者互相矛盾。:72
在張之象的序中，他結合了方元幀等人序文的中的見解，並評價劉勰「博極群書，妙達玄理，頓悟精諧，天解神授」，指他可以吸收各種書籍中的觀點，他又批評當時以綺麗衰靡以批評劉勰的人，指劉勰受當時文風所影響，綺麗的文風是不能避免的。曹學佺的序在凌雲五色套印本中可見，當時他已經開始對於《文心》理論有初部的認識。他先說明了接着說明整篇的體系，「《雕龍》上二十五篇，銓次文體；下二十五篇，驅引筆術」，並用「風」貫穿在各篇的理論之處，指劉勰特別強調「風」的作用。:73-76

### 評點
評點方面，章學誠指：「評點之書，其源亦始鍾氏《詩品》，劉氏《文心雕龍》」，《文心雕龍》是中國史上最早得到評點書籍之一:60。當中，楊慎、曹學佺、陳仁錫、葉紹泰、鍾惺、謝耳伯都有對於《文心雕龍》進行評點，可以視為早期的《文心雕龍》研究。:57-62楊慎的《文心雕龍》批點不見於其於《楊升庵集》之中，至今最早可見於梅慶生萬曆三十七年（1609年）的刻本之中:23，批語一共有33條。李平猜測，楊慎的評點應該大約在其居住於高嶢（雲南滇池西岸）時期所作，即大約在1545年至1552年間:23。在其所作「楊升庵先生與張禺山書」，述明了他評點《文心》的方法，「其用色，或紅、或黃、或綠、或青、或白，自為一例」，使用了紅、黃、綠、青（即藍色）、白，五種顏色:23但當中以黃色的評點最多，其次是青、白二色，青色最少。同時，標點的方式也有所不同，「人名用斜角，地名用長圈」。:23-25他的評點受到當時的讀者歡迎，顧起元指「升庵先生，酷嗜其文，咀唼菁藻，爰以五色之管，標舉勝義，讀者快焉」。:62張文勛認為，他的批點主要重視在文采方面，而不在於理論的闡發。汪春泓認為，他的評語標誌「明代系統地研究劉勰文學理論的開端」。:270-271
曹學佺的在凌雲套印本、梅慶生本中可見，批語一共有48條。他認為楊慎的評點有所不足，「相傳有楊用修批點者，然隱義未標，學訛猶故」，希望借批注以補其不足:25-26。除了在文字章法有評點之外，基於探討於「心」和「風」之上，黃霖指他的評點「最有文學批評史學的眼光」:270-271。鍾惺的評點可見於其合刻五家言本金陵錦堂梓行本《文心雕龍》中，一共有74條，當中以欣賞的話語多，不太有具體的理論色彩和深度。:27-28:270-271

## 清代
相比於明代，清代學者對於《文心雕龍》開始不只是單流於評點，而開始對於當中的理論作研究 。在收錄方面，以官修的《四庫全書》影響力最大，在《四庫全書總目提要》中，紀昀簡單介紹了《文心雕龍》的版本，分卷、篇目等，並認為《隱秀》篇的缺文應該是後人所補。此外，《四庫全書》還有收錄《文心雕龍輯注》。另外，陸心源的《皕宋樓藏書志》、丁丙的《善本書室藏書志》，瞿鏞的《鐵琴銅劍賴藏書目錄》等，都有著錄《文心雕龍》，且有序跋，但是沒有太多理論發明。:82-83征引方面，當時的學者如顧炎武、朱彝尊、王士禛、錢大昕等都有引用到《文心》。仇兆鰲在注解杜甫詩的時候，也使用了《文心》，趙翼在《陔餘叢考》中大量引用了《文心》。:83在《清詩話》和《清詩話續編》中，「文心雕龍」、「文心」、「雕龍」的名稱出現了14次，加上其他方式的引用則有28次。:246-269

### 評價
孫梅在《四六叢話》中對於《文心》有一些評論，如「此《文心》所以探作家之指，其上下其議論也」，肯定了劉勰的文學理論價值和對作家的意義，他又將之和陸機《文賦》、蕭統《文選》作比較，以指出劉勰《文心雕龍》「探幽索隱，窮神盡狀，五十之內，百代之精英備矣」，「彥和此書，實總括大凡，妙抉其心.....五百年間作者，莫不根柢於此」，指其理論精深，系統全面，對於後世影響很大。章學誠對於《文心雕龍》也有所研究，在《文史通義》中對於《文心》有很高的評價，指「《文心》體大而慮周，《詩品》思深而意遠。蓋《文心》籠罩群言，而《詩品》深從六義溯流別也」，指《文心雕龍》系統周密，內容豐富，他形容《文心雕龍》為「體大慮周」的說法得到學界所公認。:86-89:110-111
清代有兩篇的《文心雕龍賦》，當中對於《文心》有所評論。一篇由沈叔埏所作，見於《劍舟律賦》，當中對於《文心雕龍》有所贊譽，用詞，行文風格大多和《文賦》相同，對於《文心》沒有深入的見解。另一篇由李執中的所作，當中先是以駁議的方式，先設寫有客人嘲笑《文心雕龍》「詞纖體縟，氣靡骨柔，毋變於齊梁之習」，指他的用詞和當時的齊梁文風沒有分別，不解他為什麼可以「價重儒林」，於是客人和作者有所爭辨。作者在當中是認為劉勰使用了駢麗的文風是時代所然，不應該因為責難劉勰，並在當中簡單解釋了整書的理論內容。:89-91
劉開在《孟涂駢體文》中有《書〈文心雕龍〉書後》一文，當中將《文心》放在清朝的文學背景下作評論，認為劉勰雖然以駢體創作，但是並不流於形式主義，「以駢麗之言，而馳驟之勢，含飛動之采，極瓌瑋之義，其惟劉彥和乎！」。此外，他也肯定了《文心雕龍》，指《文心雕龍》「至於宏文雅裁，精理密意，美包眾有，華耀九光，則劉彥和之《文心雕龍》，殆觀止矣！」，認可《文心》道理精細，規模宏大。張松孫的序中對於《文心雕龍》有很高的評價，指它「萃百家藝苑之精，研眾體詞場之妙」。:91-94

### 評點
至清代，《文心雕龍》的評點已經有一定的規模，當中以黃叔琳、紀昀、李安民、清謹軒抄本中的批點較為著名。黃叔林的《文心雕龍輯注》在出版之後，取代了《文心雕龍音注》，成為了當時最流行的本子，當中的評、注、校大多來自他的門客之手:94-96。紀昀的評點對《文心雕龍》的正誤作了增補修訂，並對於內容作了分析，對於劉勰的理論多有闡發。:96-99 此外還有李安民和清謹評抄本的評點。李安民的評點都是旁批，清謹軒本則是篇評，而且只是選本。他們的評點都較為簡略，大致而言，這些評點少有警策之處，加上他們的名聲都不廣，因此他們的評點都流傳不廣。:271-272

## 海外

### 日本
戶田浩曉認為，最早引用《文心雕龍》的應該是空海的《文鏡秘府論》:25，而有學者認為當中的文論作品受到了《文心雕龍》的影響。在寬平年（889年至897年）間，藤原佐世輯錄的《日本國見在書目錄》當中雜家部和別集部都有「文心雕龍十卷劉勰撰」的著錄，說明在九世紀中葉的時候已經傳播至日本:27。在伊勢神宮文庫所藏的《五行大義》（一般認為是鎌倉時代的寫本）中，紙背有「《文心雕龍》曰：『短簡為牒』」九字，但是其具體意義不明。:28
當時的學者有可能已經研究過《文心雕龍》。王曉平認為，都良香有可能對於《文心雕龍》有所鑽研。在《都氏文集》中的《策文章生塿野肖文二條》中，當中有一條名作《辯論文章》，都良香向他的學生菅野肖策提出三個問題，其中之一論述了文思遲速的問題，而當中《文心雕龍·神思》也討論過這個問題，從語言化用中可見有所影響。在《評定文章生從七位菅野朝臣惟肖對策文第事》中，都良香在下方案曰：「劉勰云：『舊說以為固文優彪』，然則兩班詞采，既有先談。而對文妄引修史之事實，失所問之旨」。而在《文心雕龍·才略》篇中，劉勰已經討論過班彪、班固兩者詞采誰好的問題，認為「二班兩劉，弈葉繼采，舊說以為固文優彪，歆學精向，然《王命》清辯，《新序》該練，璿璧產於崑岡，亦難得而踰本矣」，由是他認為都良香鑽研過《文心雕龍》。《古今和歌集》也可能受到《文心雕龍》的影響。戶田浩曉和土田杏村認為，《古今集真名序》的「若夫春火螢之囀花中，秋蟬之吟樹上，雖無曲折，各發歌謠，物皆有之，皆自然之理也」，是將《詩品》的藝術主義和《文心》中「心生而言立，言立而文明，自然之道」的道德主義兩者相混合。太田青丘認為，《古今集真名序》中和歌的本質受到了《原道》、《明詩》篇的影響，和歌起源論受到了《明詩》、《時序》篇的影響，和歌的六義說受到了《比興》篇的影響，和歌的本質受到了《物色》篇的影響。:27-28
之後，《文心雕龍》的影響有所停滯，研究不多見，至江戶時代為止。日本所存的《文心雕龍》版本有兩種，一種是版心刻有「尚古堂」字樣，活字印刷；第二種是岡白駒于享保十六年（1731年）前出版基於「尚古堂」本之上，對於《文心雕龍》的校注本，可見在當時有一定的傳播:29-30。在岡白駒本中書前有序文，在序文中他肯定了劉勰對於當時淫靡文風的批評，同意劉勰反對為文以造情的主張，同時他也同意劉勰重視修辭，主張內容與形式并重的想法:126-127。戶田浩曉指，雖他的校注有很多的商榷之處，但他的校注對於閱讀此書的學人有所價值。:29-30
江戶時代的學者可能對於《文心雕龍》有所關注。淨土宗的敬首和上中《典籍概見》中記述他「《史通》、《文心雕龍》、《筆叢》常置左右」，可見他非常重視《文心雕龍》:127。齋藤正謙在他所寫的《拙堂文話》中，引述了《宗經》篇中句子。但學者指出前後的內容和明代徐師曾的《文體明辨》相似，也可能是從《文體明辨》引錄，而他本人可能沒看過《文心雕龍》。:28-29:121-122海保漁村中的《漁村文話》（約1852年刊）中也提到了《文心雕龍》，戶田浩曉認為他有可能看過了《文心雕龍》。王曉平從他引錄和原文有出入所推斷，認為他只是引述了別人的引文。:122-123:127

### 朝鮮半島
在朝鮮，《文心雕龍》的傳播最早可以追溯到公元9世紀。在崔致远所写的《有唐新罗国故两朝国师教谥大朗慧和尚白月葆光之塔碑铭并序》中，提到景文王与大朗慧无染和尚的討論的時候，引用了《文心雕龙·论说》中的一段文字，但和現時流行版本有所出入。在他写的《大唐大荐福寺故寺主翻经大德法藏和尚传》里，引用了《史传》篇中的一段文字。:25-26:239-241
其后很长时间不见有研究和介绍刘勰及其著作的记载。至16世纪李睟光编著的《芝峰类说》卷八《文章部·文体》中有所引用，「劉勰曰『漢劉歆移太常，此移文之所起也。』」。在十八世紀，尹行恁等人编撰的《青庄馆全书》卷20《雅亭遗稿》中的《六书策》、李德懋所著的《耳目口心书》都有引述到《文心雕龍》。:25-26:243-249
評價方面，在十八世紀前後，朝鲜君王正祖（李祘）的《弘斋全书》卷126《日得录·文学》中對於《文心雕龍》有所評論：「六朝人不识文体，浮靡纤丽，轻佻噍杀，无皇矞尔雅底气味，但刘勰《文心雕龙》能载择于群言，咀啜于理趣，有非当时时样」，指劉勰《文心雕龍》的文風沒有六朝華麗的氣息。姜彝天的《重菴集》第五《杂著·读〈文心雕龙〉》中，对《文心雕龙》和刘勰给予了极高的评价。金正喜在《阮堂全集》卷6《题李石见吟诗处上梁文后》指：「青与赤，谓之文，赤与白，谓之章。文章之始起，而骈体之所本也。昭明勤选，范此规模，彦和著书，传兹科律」，將之視為是文章寫作的金科玉律。:25-26:243-249

## 當代

### 傳播

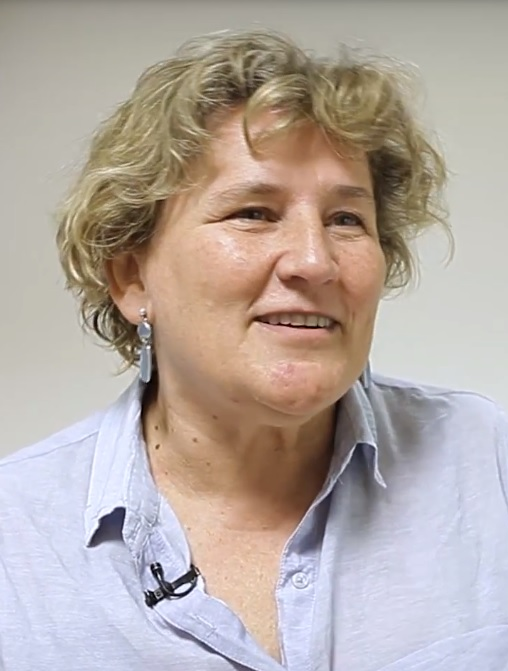
阿莉西亚·雷林科·埃莱达，西班牙語譯本之譯者

此時候《文心雕龍》的傳播相當之廣泛，並翻譯成不同的語言。據戚良德於2005年的不完全統計，專著有348本，而在中國大陸的校注和白話文翻譯著作有73種之多。:571-575而在海外，學者先後也推出他們對於《文心雕龍》的翻譯本。在英語有3本全譯本，以及是12種節譯本，全譯本包括有：施友忠的《文心雕龍：中國文學思想與形式研究》（The Literary Mind and the Carving of Dragons，1959年）、黃兆杰的《The Book of Literary Design》（1999年）、楊國斌的《大中華文庫·文心雕龍》（Dragon-Carving and the Literary Mind，2003年）:91。日語的全譯本包括有三種：興膳宏（世界古典文學全集第25卷，1968年）、目加田誠（中国古典文学大系第54卷，1974年）、戶田浩曉（新釋漢文大系，上冊1974年出版；下冊1977年出版）。韓國也有對於《文心雕龍》的翻譯本，包括：崔信浩（1975年）、李民樹（1984年）、崔東鎬（1994年）。此外尚有其他語言的全譯本，包括：王和達（捷克語，1968年）、蘭珊德（義大利語，1995年）、陳蜀玉（法語，2011年）、雷林科（西班牙語，2022年） 。

### 評論
在當代，學者大多認為《文心雕龍》的地位很高。魯迅將之和《詩學》作比較，「東則有劉彥和之《文心》，西則有亞里士多德之《詩學》，解析形質，包舉洪纖，開源發流，為世楷式」，認可他在世界文論中的價值:414。楊明照認為《文心》是「一部偉大著作」；陸侃如、牟世金認為《文心》在「不僅在中國文學史有重要的地位，而且在世界文藝史上的地位也是重要的」；敏澤認為：「劉勰是我國五六世紀之交，也是整個封建社會中的一個最偉大、最杰出的文學理論家」。在海外，也有不少學者對於《文心》有很高的評價，如日本學者興膳宏指：「早在公元五世紀末就出現具有如此切實可靠的構想及如此博大精深的理論體系作品這一事實，可以視為中國文明早熟的成長發展現象之一」；弗拉基米尔·阿列克谢耶维奇·克利夫佐夫（俄语：Владимир Алексеевич Кривцов）認為《文心》是「中國舊文學批評史上最偉大、最深刻的文學批評和美學著作」。:230-232
也有學者對《文心》持批判的態度。張國光認為《文心》的獨創性不足，認為其論文基礎只是建於楊雄的《法言》之上。而且，他的評價方式只流於形式，而未能對於作家背後的思想作評價。:230-232此外，在文革時期，受當時的風氣影響，有學者對於《文心雕龍》作批評，如邱俊鵬等認為《文心》「繼承了『獨專儒術』的反動思想政治路線」，認為需將「孔孟之道在文艺领域内的流毒进行一番认真的清除」:10。

### 定位
當代學者對於《文心雕龍》的認識有不同的看法。古代目錄學中，《文心雕龍》曾被放置在不同的位置。《隋志》基於它屬「解釋評論」之書，因此將《文心雕龍》放置在總集。其後學者也有將其放置在集部「文史類」，如王尧臣等所撰《崇文总目》；又或者是總集「詩文評類」，如纪昀主编的《四库全书总目》，甚至晁公武的《郡齋讀書志》認為它是屬於別集類。除了集類的說法之外，也有人認為他是屬於子書，如唐代的《史通》、唐昭宗時期的《日本国见在书目录》等，明清時期有七種書目將其歸作是子類書目，明代曹學佺的《文心雕龍序》也將其視作為子書看待。:86
而在當代，因學者以西方現代文學理論以分析《文心雕龍》，因此學者大多都認為其是一種「文學理論批評著作」，如王元化、楊明照、牟世金、劉永濟、李淼等，如李淼主張劉勰建立的是文學理論體系，而「不能把《文心雕龍》說成是文章理論，或其它什麼理論」。:86王運熙、李慶甲:86、羅宗強、蔣寅、張國光:456等認為它是「文章作法」的專著，如王運熙認為，「劉勰寫作此書，原意是談作文之原則和方法......如以現代漢語，大致可以譯成《文章作法精義》」，蔣寅認為，此書是「中國古代文章理論的代表作」，「它沒有形成文學理論的體系，而只有文章學理論的體系」。:86
此外，當代學者尚有其他的看法，如認為《文心雕龍》是「文體論」、「文學理論創作」、「文學批評論」、「美學著作」、「閱讀學著作」、「文章學」、「子書」、又或者結合上者，提出「文学理论著作、文章学著作和分体文学史 ”或 “文学理论、文章学、各类文体的发展史和古典美学著作」等等的說法。:103

### 研究
當代的《文心雕龍》的研究一般以1917年黃侃在北京大學講述《文心雕龍》算起。:194在1917年至二戰間，學者對於《文心雕龍》的研究正進一步深入。李詳、黃侃、范文瀾、章太炎、劉師培等學者先後對於《文心雕龍》有所研究，此時候較為重要的書籍有黃侃的《文心雕龍札記》，以及是范文瀾的《文心雕龍注》。在戰後，學者對於《文心雕龍》的研究有所深化，專題性的研究大量增加，學者對於當中的「原道」論、「神思」論、「風格」論、「風骨」論、創作方法論，思想方式等都有所爭論:1-25。在文化大革命期間，在大陸學者對《文心雕龍》的研究有所停滯，而以台灣的研究為中心。:254在文革結束之後，學者重新對於《文心雕龍》作研究，深度和質量都深於過往，並開拓了《文心雕龍》中的「美學」、「風格學」等等的論題。:17-25

### 引用
1. 1 2 3 4 5 6 7 8 9  楊倩. . 北京: 中国社会科学出版社. 2016. ISBN 9787516187845.
2. ↑  楊明照. . 北京: 中華書局. 2000. ISBN 7101022057.
3. 1 2 3 4 5  龔鵬程. . 桂林: 廣西師範大學出版社. 2021. ISBN 9787559831798.
4. 1 2 3 4 5 6 7 8 9 10 11 12  张少康; 汪春泓; 陳允鋒; 陶禮天. . 北京: 北京大學出版社. 2001  [2022-07-10]. ISBN 7-301-04982-X. OCLC 48929291. （原始内容存档于2022-03-31）.
5. 1 2 3 4 5 6 7 8 9 10 11 12 13 14 15 16 17 18 19 20 21 22 23  張文勛. . 昆明: 雲南大學出版社. ISBN 7810682083.
6. ↑  周振甫. . 重慶: 重慶大學出版社. 2010. ISBN 9787562457664.
7. ↑  詹鍈. . 上海: 上海古籍出版社. 2008. ISBN 9787532503261.
8. 1 2 3  孫蓉蓉. . 北京: 中華書局. 2008. ISBN 9787101062755.
9. 1 2 3 4 5 6 7 8  汪春泓. . 北京: 學苑出版社. 2002. ISBN 7800600246.
10. 1 2  李建中. . 武漢: 武漢大學出版社. 2012. ISBN 9787307090569.
  - 王更生. . : 179-200.
11. 1 2 3 4 5 6  李平. . 合肥: 黃山書社. 2009. ISBN 978-7-5461-0840-7. OCLC 640028826.
12. 1 2 3 4 5 6 7  戶田浩曉. . 由曹旭翻译. 上海: 上海古籍出版社. 1992. ISBN 7532512096.
13. ↑  戚良德. . 上海: 上海古籍出版社. 2005. ISBN 7532542491.
14. ↑  陳蜀玉. . 上海: 上海社会科学院出版社. 2011. ISBN 9787807459019.
15. ↑  Zhang Shaokang [張少康]. Simona Gallo , 编.  (PDF). Milano: Edizioni universitarie di lettere economia diritto. 2017: 43–54  [2022-07-11]. ISBN 978-88-7916-825-0. （原始内容存档 (PDF)于2022-07-15）.
16. ↑  劉業超. . 北京: 人民出版社. 2012. ISBN 7010109265.
17. 1 2 3  戚良德. . 上海: 上海古籍出版社. 2019. ISBN 9787532592951.
18. 1 2 3 4  李淼. . 楊明照  (编). . 上海: 上海書店. 1995. ISBN 9787806220047.

### 論文
1. 1 2  丁友芳. . 長江叢刊. 2018, (04): 6-7.
2. 1 2 3  王更生. . . 北京: 北京大學出版社. 1995: 15-32.
3. 1 2 3  戚良德; 秦元元. . 济南大学学报（社会科学版）. 2022, (1).
4. 1 2 3  楊春旭. . 濟源職業技術學院學報. 2013, 12 (2): 102-104.
5. ↑  顧易生; 盧盛江; 陳尚君. . 中國大百科全書.   [2022-07-10]. （原始内容存档于2022-07-16）.
6. 1 2 3 4  谷利平. . 出版廣角. 2018, (15): 79-81.
7. 1 2 3 4  葉文舉. . 中華文化論壇. 2014, (02): 5-9.
8. ↑  敏澤; 戚良德. . 中國大百科全書.   [2022-07-10]. （原始内容存档于2022-06-19）.
9. 1 2 3 4  石海光. . 內蒙古師範大學學報. 2009, (02): 106-110.
10. 1 2 3 4 5 6  中國《文心雕龍》學會. . 北京: 學院出版社. 2015. OCLC 640028826.
  - 洪樹華. . : 246-269.
  - 孔祥麗; 李金秋. . : 270-277.
11. 1 2 3  王曉平. . 中國文化研究. 1994, (03): 118-124.
12. 1 2 3  朱文民. . 魯東大學學報(哲學社會科學版). 2016, 33 (02): 25-29.
13. 1 2 3  金官洙. . 社會科學論壇. 2017, (05): 239-249.
14. ↑  胡作友; 袁俊霞. . 福建江夏學院學報. 2018, 8 (06): 90-95.
15. ↑  張志智. . 中國社會科學報. 2020-05-16: 16  [2022-07-11]. （原始内容存档于2022-07-13）.
16. ↑  萬奇. . 內蒙古師范大學學報(哲學社會科學版). 2009, 38 (02): 101-105.

### 延伸閱讀
- 張露露.  (碩士论文). 山東師範大學. 2013.
- 劉兆轅.  (碩士论文). 東北師範大學. 2009.
- 安之樂.  (碩士论文). 寧夏大學. 2015.
- 張先紅.  (碩士论文). 華中科技大學. 2013.
- 張莉明.  (碩士论文). 山東大學. 2012.
- 趙文妮.  (碩士论文). 安慶師範學院. 2015.